# Sedum album
Sedum album, comúnmente uva de gato, entre otros muy numerosos nombres vernáculos, es una especie del género Sedum de la familia de las crasuláceas.

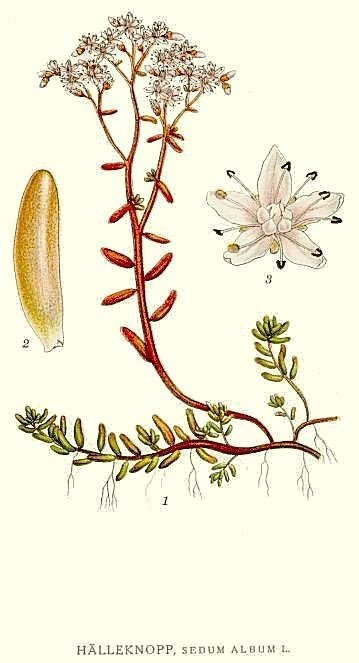
Ilustración

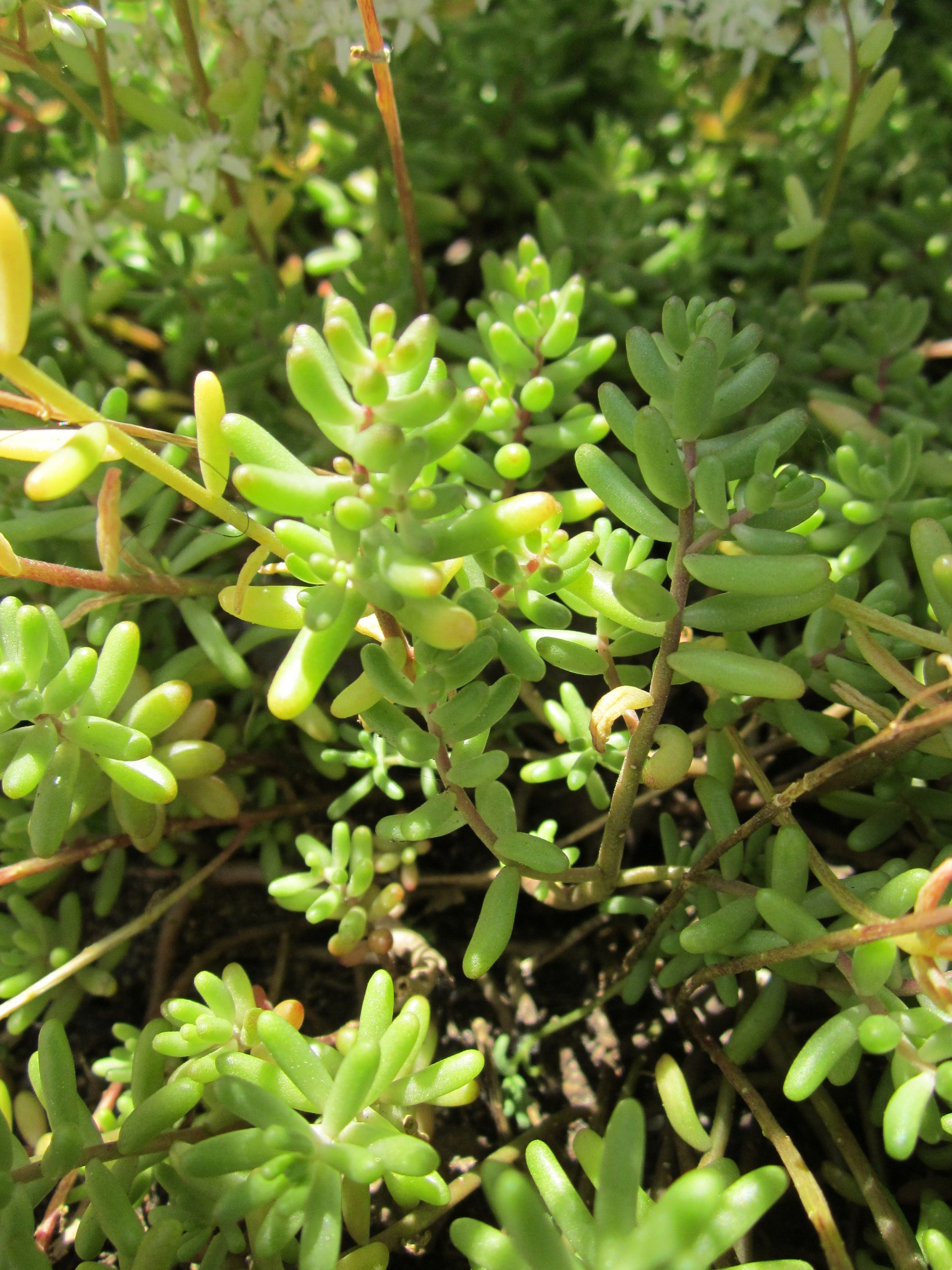
Vista de la planta

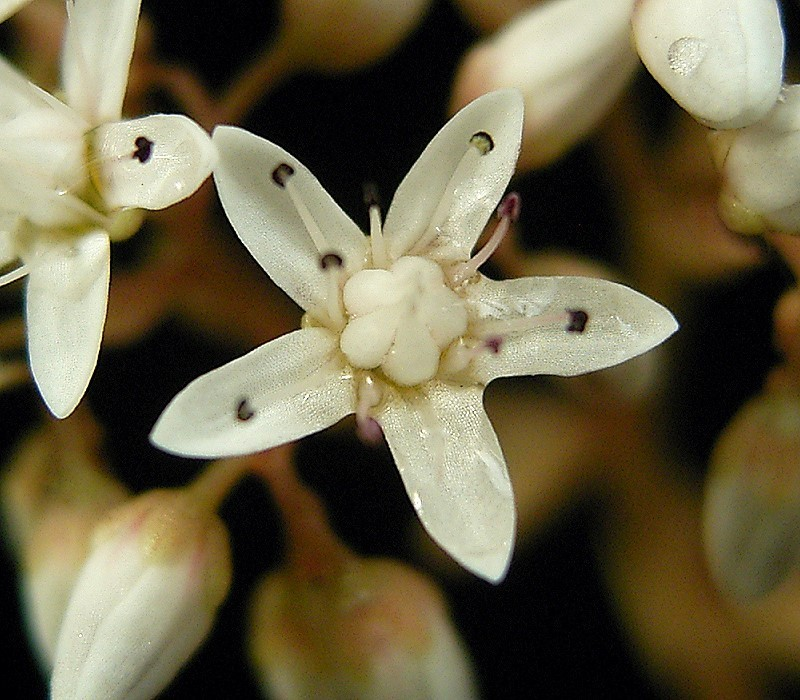
Detalle de la flor

## Descripción
Planta crasa, vivaz de hasta 30 cm de altura. Forma céspedes abiertos al brotar las plantas de unas raíces serpenteantes. Algunos tallos erectos, otros reptantes y estériles. Hojas sésiles, alternas, glabras y casi cilíndricas; no están imbricadas como en otros Sedum; tonalidad rojiza. Flores reunidas en corimbos. Sépalos oval-obtusos claramente soldados en la base. Pétalos oblongos libres dos veces más largos que los sépalos del cáliz; son de color blanco, a menudo rosados por fuera. Hay 10 estambres con anteras de color violeta oscuro. Frutos en folículos  fusiformes acuminados de 2-3 mm de largo y con estilo persistente. Florece en verano.

## Hábitat
Rocas, muros, tejados.

## Usos
Su jugo es astringente y cicatrizante.

## Fisiología
Sedum album es capaz de aclimatarse a su entorno. Se puede cambiar entre la fijación de carbono C3 y el metabolismo ácido de las crasuláceas (CAM) en función de la disponibilidad de agua. La CAM ahorra agua ya que los estomas solamente permanecen abiertos, para permitir que el CO2 se difunda en las hojas, por la noche, cuando la temperatura (y por lo tanto la evapotranspiración ) es menor. En las plantas más susceptibles a la foto-inhibición como consecuencia de la sequía, la CAM puede ser un mecanismo de defensa.

## Taxonomía
Sedum album fue descrita por Carlos Linneo y publicado en Species Plantarum, vol. 1, p. 432 en 1753.
Citología
Número de cromosomas: 2n=34
Etimología
Ver: Sedum
album: epíteto latino que significa "blanco".
Sinonimia
- Leucosedum album (L.) Fourr.
- Oreosedum album (L.) Grulich
- Oreosedum serpentini (Janch.) Grulich
- Sedum album subsp. micranthum (Bastard ex DC.) Syme
- Sedum athoum DC.
- Sedum clusianum Guss.
- Sedum gombertii Sennen
- Sedum micranthum Bastard ex DC.
- Sedum serpentini Janch.
- Sedum teretifolium Lam.
- Sedum vermiculifolium P.Fourn.[7]

## Nombres comunes
Nariz de borracho, nariz de payaso, arroz (8), arroz de pajaritos, arroz de pájaro, arroz salvaje, bálsamo (5), cagaperros, cebo, cebo de pajaritos, cebo de pardal, cebo de pájaro, cibaco, cojonito de gato, cojón de gato, crespinillo (3), cuculillo, golondrillo, granas de sapo, granos de arroz, hierba de lagarto, hierba puntera menor (3), huevas de lagarto, hueveriles, huevos de lagarto, lengua de pajarito, lágrimas de la Virgen, pampajarito, pampajarito grana, pan de cuco (4), pan de cuquiello, pan de lagarto, pan de lagartos, pan de lobo, pan de milano, pan de pajarino (2), pan de pajarito, pan de pajarín, pan de pájaro (5), pan de pájaros (2), pan di cucu, pan y queso, panuco, pepinillo, pipirigallo, pispájaro, planta para la cara (2), platanicos, platanitos, plátanos, racimillo (2), racimillo de los tejados, sedo, sedo menor, siempreviva (2), siempreviva hembra, siempreviva menor (7), siempreviva menor blanca (2), siempreviva menor hembra, trébol de pájaros, uva cana, uva canilla (3), uva canina (3), uva de culebra, uva de gato (14), uva de lagarto, uva de perro (6), uva de pájaro (3), uva do paxariños, uva vermicular, uvas de gato (7), uvas de lagarto (2), uvas de lobo, uvas de perro (4), uvas de pájaro (3), uvas de raposa, uvas de ratón, uvas de sapo, uvilla de lagarto (2), uvillas, uña de gato (8), uña-gato, uñas de gato (3), uñas de pajarillo, uñas gatas, vermicular, vermicularia (6), yerba canilla, yerba puntera, yerba puntera hembra, yerba puntera menor. Las cifras entre paréntesis indican la frecuencia del uso del vocablo en España.